# گلوریا مونیوس
گلوریا رودریگس گایه‌گو (اسپانیایی: Gloria Rodríguez Gallego‎؛ زادهٔ ۹ ژوئیهٔ ۱۹۴۸) با نام هنری گلوریا مونیوس بازیگر اهل اسپانیا است. وی از سال ۱۹۶۵ میلادی تاکنون مشغول فعالیت بوده است. وی دو مرتبه در سال‌های ۲۰۰۴ و ۲۰۱۱ برندهٔ «جایزهٔ اتحادیهٔ بازیگران اسپانیا» برای «بهترین بازیگر نقش اول زن صحنه» شده است.
از فیلم‌ها یا برنامه‌های تلویزیونی که وی در آن نقش داشته است، می‌توان به زندگی غیرمنتظره، شراب کهنه، گل اسرار من، اینتر روهاس و بولا اشاره کرد.